# Wind Star
Die Wind Star ist ein 1986 für Windstar Cruises in Dienst gestelltes Kreuzfahrtschiff und das Typschiff einer Klasse aus insgesamt drei baugleichen Schwesterschiffen.

## Geschichte
Die Wind Star entstand in der Werft von Ateliers et Chantiers du Havre in Le Havre als Typschiff einer Klasse von drei neuartigen Segel-Kreuzfahrtschiffen mit vier Masten und computergesteuerten Segeln. Sie lief 1985 vom Stapel und wurde am 21. September 1986 an Windstar Cruises übergeben. Ihr ebenfalls für Windstar Cruises im Einsatz stehendes Schwesterschiff Wind Spirit folgte 1988. Das andere, 1987 in Dienst gestellte Schwesterschiff Wind Song ging 2002 bei einem Brand verloren.
Die Wind Star verfügt über eine Kapazität von maximal 148 Passagieren. Neben dem Hauptspeisesaal „Amphora“ besitzt das Schiff ein Veranda-Restaurant an Deck. Zur weiteren Ausstattung gehören eine Lounge, eine Bibliothek, ein Pool, ein Spa-Bereich sowie eine Plattform für Wassersport-Aktivitäten.